# Щапово (деревня, Московская область)
Щапово — деревня в Ступинском районе Московской области в составе Городского поселения Малино (до 2006 года — входила в Березнецовский сельский округ). На 2016 год в Щапово 3 улицы — Московская, Нефедьевская и Харинская. Щапово связано автобусным сообщением с соседними населёнными пунктами и Москвой.

## Население
| 2002 | 2006 | 2010 |
| ---- | ---- | ---- |
| 34   | ↘32  | ↗37  |

Щапово расположено на севере района, в междуречье правых притоков реки Северка Болошивки и Городенки, высота центра деревни над уровнем моря — 174 м. Ближайшие населённые пункты: село Щапово в 300 м на юг и Нефедьево — в 400 м на северо-запад.